# Alison Bartosik
Alison Bartosik (* 20. April 1983 in Flagstaff, Arizona) ist eine ehemalige US-amerikanische Synchronschwimmerin.

## Erfolge
Alison Bartosik gewann mit der US-amerikanischen Synchronmannschaft bei den Panamerikanischen Spielen 2003 in Santo Domingo mit Gold ihre erste internationale Medaille. Sie verwiesen dabei Kanada auf Rang zwei und Brasilien auf Rang drei. Darüber hinaus schloss sie den Wettkampf im Duett an der Seite von Anna Kozlova ebenfalls auf dem ersten Platz ab. Im selben Jahr gelangen Bartosik mit der US-Mannschaft zwei weitere Medaillengewinne bei den Weltmeisterschaften in Barcelona. Im Mannschaftswettbewerb sicherten sich die US-Amerikanerinnen Bronze und in der Kombination Silber.
Bei den Olympischen Spielen 2004 in Athen trat Bartosik erneut in zwei Konkurrenzen an, darunter im Duett mit Anna Kozlova. Sie erzielten im Finale 48,584 Punkte und gewannen als Drittplatzierte die Bronzemedaille. Olympiasiegerinnen wurden die beiden Russinnen Anastassija Dawydowa und Anastassija Jermakowa, die 49,917 Punkte erhielten, vor Miya Tachibana und Miho Takeda aus Japan, die mit 49,417 Punkten Silber gewannen. In der Mannschaftskonkurrenz belegte die US-amerikanische Équipe, zu der neben Bartosik und Kozlova noch Tamara Crow, Erin Dobratz, Rebecca Jasontek, Sara Lowe, Lauren McFall, Stephanie Nesbitt und Kendra Zanotto gehörten, ebenfalls den Bronzerang. Sie erhielten mit 97,667 Punkten genau einen Punkt weniger als die zweitplatzierten Japanerinnen und zwei Punkte weniger als die siegreichen Russinnen. Die Spiele waren Bartosiks letzter internationaler Wettkampf.
In ihrer Karriere gewann Bartosik insgesamt 27 nationale Titel. Im Anschluss war sie als Assistenztrainerin an der Stanford University tätig. Sie schloss 2009 ein Bachelorstudium in Finanzwesen an der Santa Clara University ab.